# Sent Tomàs (Alta Garona)
Sent Tomàs (francès Saint-Thomas) és un municipi del departament francès de l'Alta Garona, a la regió d'Occitània.